# Министерство мелиорации и водного хозяйства СССР
Министерство мелиорации и водного хозяйства СССР (Минводхоз СССР, Минмелиоводхоз СССР) — министерство СССР, созданное 2 октября 1965 года, путём преобразования Государственного производственного комитета по орошаемому земледелию и водному хозяйству СССР (Госземводхоза СССР), в соответствии с Постановлением ЦК КПСС и Совета министров СССР от 30 сентября 1965 года № 728, и Законом СССР от 2 октября 1965 года «Об изменении системы органов управления промышленностью и преобразовании некоторых других органов государственного управления».

## История
10 декабря 1970 года Верховным Советом СССР был принят Закон «Основы водного законодательства Союза ССР и Союзных Республик», который был введён в действие в 1971 году. Закон подтверждал государственную собственность на водные ресурсы. В соответствии с законом все обязаны были рационально использовать водные объекты, заботиться об экономии расходования воды и улучшении её качества. Были приняты Постановления ЦК КПСС и Совета министров СССР «О мерах по предотвращению загрязнения бассейнов рек Волги и Урала неочищенными сточными водами», «Об усилении охраны природы и улучшении использования природных ресурсов» в 1972 году. В сентябре 1972 года Верховный Совет СССР рассмотрел как одну из важнейших государственных задач охрану природы и лучшее использование её ресурсов. В основных направлениях развития народного хозяйства СССР на 1976—1980 и последующие годы указывалось на необходимость разработать и осуществить мероприятия по охране окружающей среды, рациональному использованию и воспроизводству природных ресурсов, в том числе и водных.
Развитие водного хозяйства в целях обеспечения отраслей экономики водными ресурсами осуществляется, главным образом, по трём направлениям: регулирование стока (строительство водохранилищ), межбассейновое перераспределение водных ресурсов (переброска стока из многоводных бассейнов в маловодные) и применение внутри каждого бассейна комплекса водохозяйственных мероприятий, направленных на экономное расходование воды (реконструкция водоснабжающих систем, повторное использование сбросных вод, внедрение новой техники, улучшение качества проводимых эксплуатационных мероприятий и др.).
К 1985 году в системе Министерства мелиорации и водного хозяйства СССР насчитывалось 26 научно-исследовательских и 68 проектно-изыскательских институтов, 3660 строительных организаций (строительно-монтажных управлений и передвижных механизированных колонн), около 400 строительно-монтажных трестов и объединений. Строительные организации имели в своём распоряжении около 90 тысяч экскаваторов, бульдозеров и скреперов. В системе Минводхоза СССР трудилось более 1,7 млн рабочих, инженерно-технических работников и учёных.
Кроме того, в 1980-х годах Министерство мелиорации и водного хозяйства СССР обладало одной из самых больших, среди всех гражданских министерств и ведомств, численностью подчинённых ему военно-строительных частей, которые формировались для данного министерства начиная с 1969 года, в соответствии с Постановлением Совета министров СССР от 17 апреля 1969 года № 291-103.
25-летний период после Майского пленума 1966 года до 1990 года характеризовался в стране невиданными ранее темпами строительства. Специалисты водного хозяйства работали во многих странах мира. Именно с их помощью построен мощный водохозяйственный комплекс, который отодвинул водный голод, остановил наступления пустынь, дал толчок для социально-экономического развития во многих регионах планеты. В Алжире, Египте, Сирии, Ираке, Иране, Афганистане, Тунисе, Монголии, Чили, Кампучии (нынешней Камбодже), Анголе, Нигерии, Никарагуа, Чаде, Китае, Чехии, Польше, Болгарии, Вьетнаме, на Кубе, на Мадагаскаре, Мозамбике и других странах функционируют оросительные системы, стоят плотины, работают каналы и дамбы, которые построили советские специалисты.
27 июня 1989 года, в соответствии с Законом СССР № 146-I, Минводхоз СССР было ликвидировано. На его основе создано Министерство водохозяйственного строительства СССР (Минводстрой СССР).

## Министры
- Алексеевский Евгений Евгеньевич (1965—1979);
- Васильев Николай Фёдорович (1979—1989).

## См. также
- Список министерств СССР
- Полад-Заде, Полад Аджиевич